# Campionati europei di atletica leggera 2012 - Salto in alto maschile
Il concorso del salto in alto maschile ai campionati europei di atletica leggera 2012 si è svolto il 30 giugno e il 1º luglio 2012 all'Olympiastadion di Helsinki.

## Medaglie
| Gold   | Robert Grabarz Gran Bretagna |
| Silver | Raivydas Stanys Lituania     |
| Bronze | Mickaël Hanany Francia       |

## Programma
| Data           | Ora   | Evento         |
| -------------- | ----- | -------------- |
| 27 giugno 2012 | 18:10 | Qualificazione |
| 29 giugno 2012 | 18:40 | Finale         |

## Risultati

### Qualificazione
Qualificazione: si sono qualificati alla finale gli atleti che hanno raggiunto la misura di 2,28 metri (Q) o i migliori 12 atleti (q).
| Class | Gruppo | Atleta               | Nazione       | 2.00 | 2.10 | 2.15 | 2.19 | 2.23 | 2.26 | Risultato | Note                                     |
| ----- | ------ | -------------------- | ------------- | ---- | ---- | ---- | ---- | ---- | ---- | --------- | ---------------------------------------- |
| 1     | B      | Raivydas Stanys      | Lituania      | –    | o    | o    | o    | o    | o    | 2.26      | q,                                       |
| 2     | A      | Sergej Mudrov        | Russia        | –    | o    | o    | xo   | xo   | o    | 2.26      | q,                                       |
| 3     | B      | Robert Grabarz       | Gran Bretagna | –    | –    | –    | o    | o    | xxx  | 2.23      | q                                        |
| 3     | A      | Jaroslav Bába        | Rep. Ceca     | –    | –    | o    | o    | o    | xx–  | 2.23      | q                                        |
| 3     | A      | Mickaël Hanany       | Francia       | –    | o    | o    | o    | o    | xx–  | 2.23      | q                                        |
| 6     | A      | Mihai Donisan        | Romania       | –    | o    | o    | xo   | o    | xxx  | 2.23      | q                                        |
| 7     | A      | Michal Kabelka       | Slovacchia    | –    | o    | o    | xxo  | o    | xx–  | 2.23      | q,                                       |
| 8     | B      | Gianmarco Tamberi    | Italia        | –    | o    | xxo  | xo   | o    | xx–  | 2.23      | q                                        |
| 9     | B      | Bohdan Bondarenko    | Ucraina       | –    | –    | o    | o    | xo   | xxx  | 2.23      | q                                        |
| 10    | A      | Szymon Kiecana       | Polonia       | –    | o    | xo   | o    | xo   | xxx  | 2.23      | q                                        |
| 10    | A      | Samson Oni           | Gran Bretagna | –    | –    | xo   | o    | xo   | xxx  | 2.23      | q                                        |
| 12    | B      | Eike Onnen           | Germania      | –    | xo   | o    | o    | xxo  | xxx  | 2.23      | q                                        |
| 13    | B      | Fabrice Saint-Jean   | Francia       | –    | –    | –    | xxo  | xxo  | xxx  | 2.23      |                                          |
| 13    | B      | Andriy Protsenko     | Ucraina       | –    | o    | xo   | xo   | xxo  | xxx  | 2.23      |                                          |
| 15    | B      | Miguel Ángel Sancho  | Spagna        | o    | o    | xo   | o    | xxx  |      | 2.19      |                                          |
| 16    | A      | Dmitry Kroyter       | Israele       | –    | o    | o    | xo   | xxx  |      | 2.19      |                                          |
| 16    | B      | Konstadinos Baniotis | Grecia        | –    | –    | o    | xo   | xxx  |      | 2.19      |                                          |
| 18    | B      | Osku Torro           | Finlandia     | –    | –    | xo   | xo   | xxx  |      | 2.19      |                                          |
| 19    | B      | Peter Horák          | Slovacchia    | o    | o    | xo   | xxo  | xxx  |      | 2.19      |                                          |
| 20    | A      | Dmytro Dem'yanyuk    | Ucraina       | –    | xxo  | –    | xxo  | xxx  |      | 2.19      |                                          |
| 21    | A      | Rožle Prezelj        | Slovenia      | –    | o    | o    | xxx  |      |      | 2.15      |                                          |
| 21    | A      | Viktor Ninov         | Bulgaria      | –    | –    | o    | xxx  |      |      | 2.15      | Miglior prestazione personale stagionale |
| 21    | A      | Silvano Chesani      | Italia        | –    | o    | o    | xxx  |      |      | 2.15      |                                          |
| 21    | A      | Kyriakos Iōannou     | Cipro         | –    | –    | o    | –    | xxx  |      | 2.15      |                                          |
| 25    | B      | Karl Lumi            | Estonia       | o    | o    | xo   | xxx  |      |      | 2.15      |                                          |
| 26    | A      | Simón Siverio        | Spagna        | –    | o    | xxo  | xxx  |      |      | 2.15      |                                          |
| 27    | B      | Marius Dumitrache    | Romania       | o    | xo   | xxo  | xxx  |      |      | 2.15      |                                          |
| 28    | A      | Tom Parsons          | Gran Bretagna | –    | o    | xxx  |      |      |      | 2.10      |                                          |
| 28    | A      | Zurab Gogochuri      | Georgia       | o    | o    | xxx  |      |      |      | 2.10      |                                          |
| 30    | B      | Olivér Harsányi      | Ungheria      | o    | xxo  | xxx  |      |      |      | 2.10      |                                          |
| 30    | B      | Dragutin Topić       | Serbia        | o    | xxo  | x    |      |      |      | 2.10      |                                          |
| 32    | B      | Eugenio Rossi        | San Marino    | xxo  | xxx  |      |      |      |      | 2.00      |                                          |

### Finale
| Class   | Atleta            | Nazione       | 2.15 | 2.20 | 2.24 | 2.28 | 2.31 | 2.33 | Risultato | Note                                     |
| ------- | ----------------- | ------------- | ---- | ---- | ---- | ---- | ---- | ---- | --------- | ---------------------------------------- |
| Oro     | Robert Grabarz    | Gran Bretagna | –    | –    | o    | o    | xo   | xxx  | 2.31      |                                          |
| Argento | Raivydas Stanys   | Lituania      | o    | xxo  | o    | xo   | xo   | xxx  | 2.31      | Miglior prestazione personale            |
| Bronzo  | Mickaël Hanany    | Francia       | o    | o    | o    | xxo  | xx   |      | 2.28      |                                          |
| 4       | Sergej Mudrov     | Russia        | o    | o    | xo   | xxo  | xxx  |      | 2.28      | Miglior prestazione personale stagionale |
| 5       | Gianmarco Tamberi | Italia        | o    | o    | o    | xxx  |      |      | 2.24      |                                          |
| 6       | Michal Kabelka    | Slovacchia    | o    | xo   | o    | xxx  |      |      | 2.24      | Miglior prestazione personale            |
| 6       | Szymon Kiecana    | Polonia       | o    | xo   | o    | xxx  |      |      | 2.24      |                                          |
| 8       | Jaroslav Bába     | Rep. Ceca     | o    | o    | xo   | xx–  | x    |      | 2.24      |                                          |
| 8       | Mihai Donisan     | Romania       | o    | o    | xo   | xxx  |      |      | 2.24      | =                                        |
| 10      | Eike Onnen        | Germania      | o    | xo   | xxx  |      |      |      | 2.20      |                                          |
| 11      | Bohdan Bondarenko | Ucraina       | xo   | –    | xxx  |      |      |      | 2.15      |                                          |
|         | Samson Oni        | Gran Bretagna | –    | xxx  |      |      |      |      | nm        |                                          |